# Rosengartenspitze
Die Rosengartenspitze (auch einfach Rosengarten, italienisch Cima Catinaccio, ladinisch Ciadenac) ist mit ihren 2981 m s.l.m. zwar nur der zweithöchste, aber der bei weitem prominenteste Gipfel der Rosengartengruppe in den Dolomiten.

## Geographie
Sie befindet sich an der Grenze zwischen Südtirol und dem Trentino, wobei der Gipfel knapp auf Südtiroler Seite liegt. Die Südtiroler Anteile des Berges sind im Naturpark Schlern-Rosengarten unter Schutz gestellt.
Die Rosengartenspitze erreicht eine Länge von etwa einem Kilometer, verläuft von Nordnordost nach Südsüdwest und trägt auf dem Grat den Nordgipfel (2919 m s.l.m.), den Hauptgipfel (2981 m s.l.m.) und den Südgipfel (2913 m s.l.m.). Den eindrucksvollsten Wandabbruch bildet die bis zu 600 Meter hohe Ostwand.

## Geschichte
Die Erstbesteigung der Rosengartenspitze erfolgte am 31. August 1874, nach anderen Quellen bereits ein Jahr davor, durch die Briten Charles Comyns Tucker und T. H. Carson mit dem Bergführer Francois Devouassoud über den heutigen Normalweg über Westflanke und Nordgrat. Der Einstieg zum Normalweg ist von Westen über die Kölner Hütte, den Santnerpass-Klettersteig und die Santnerpasshütte erreichbar oder von Osten in einem vergleichsweise langen Aufstieg aus dem Vajolet-Tal.
An der Rosengartenspitze-Ostwand wurde zweimal Alpingeschichte geschrieben. Die Bergführer Antonio Dimai und Luigi Rizzi stiegen mit zwei dolomitenerfahrenen Kunden, den Engländern John Philimore und Arthur Raynor, am 27. September 1896 in die fast senkrechte, 600 m hohe Wand ein (nach anderen Quellen am 28. August 1896). Dieser klassische Durchstieg gelang links des Hauptgipfels auf dem Weg des geringsten Widerstandes. Damit zog diese Route nicht durch die, wie damals üblich, leichteren Flanken der Rosengartenspitze, sondern direkt durch deren abweisende Ostwand. Tita Piaz meinte zu diesem alpinistischen Meisterwerk von Dimai: „Ich werde mich niemals überzeugen lassen, dass der ersten Begehung der Rosengartenspitze Ostwand 1898 von Seiten Antonio Dimais weniger Bedeutung zugeschrieben sei, als später jenen Routen durch die Zinnen Nordwand oder den Eiger. Bereits die Verwegenheit der Idee, mehr noch als deren Realisierung, den Rosengarten in jener Zeit von dieser Seite zu besteigen, scheint mir die Kühnheit eines Titanen“.
Erst 30 Jahre später, am 26. und 27. August 1929, stiegen Paula Wiesinger und Hans Steger mit den Freunden Fred Masè-Dari und Sigi Lechner am tiefsten Punkt in die Rosengartenspitze Ostwand ein und erreichten in der Ideallinie des fallenden Tropfens den Gipfel. Diese Linie ist bekannt unter dem Namen Steger und ist eine der ganz großen Dolomiten-Klassiker aus dieser Zeit. Sie ist Teil von Walter Pauses Standardwerk der klassische Extremklettereien in den Alpen und wird heute noch häufig wiederholt.

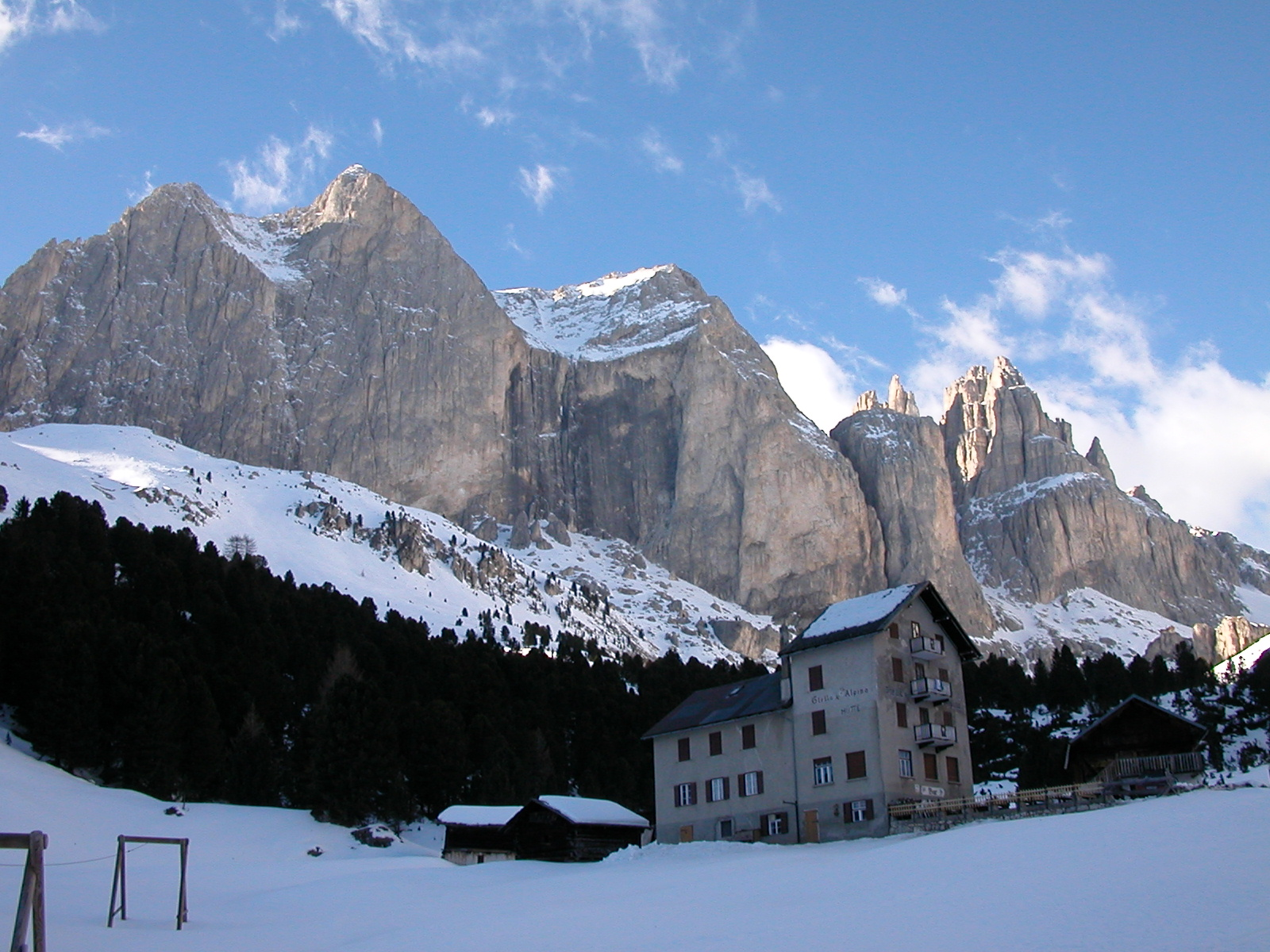
Rifugio Stella Alpina vor der Ostwand der Rosengartenspitze, Süd-, Haupt- und Nordgipfel; rechts die Vajolet-Türme

## Anmerkung
1. ↑  Obwohl beide Daten aus der selben Referenz stammen, stimmt das Datum 1898 in Piazs' Zitat nicht mit dem Datum der Erstbegehung (1896) überein.